# Liechtenstein op de Olympische Winterspelen 1956
Tijdens de Olympische Winterspelen van 1956, die in Cortina d'Ampezzo (Italië) werden gehouden, nam Liechtenstein voor de derde keer deel.

## Deelnemers en resultaten

### Alpineskiën
| Olympiër          | Discipline       | Resultaat | Prestatie                      |
| ----------------- | ---------------- | --------- | ------------------------------ |
| Franz Beck        | afdaling (m)     | 26e       | 3.36,8 (+44,6)                 |
| Franz Beck        | reuzenslalom (m) | 59e       | 3.52,6 (+52,5)                 |
| Franz Beck        | slalom (m)       | 35e       | 4.17,8 (+1.03,1) 2.04,0+2.13,8 |
| Ewald Eberle      | reuzenslalom (m) | 73e       | 4.11,6 (+1.11,5)               |
| Ewald Eberle      | slalom (m)       | 49e       | 5.01,8 (+1.47,1) 2.22,2+2.39,6 |
| Max von Hohenlohe | afdaling (m)     | 45e       | 5.15,8 (+2.23,6)               |
| Herman Kindle     | afdaling (m)     | dq        | diskwalificatie                |
| Leopold Schädler  | afdaling (m)     | 40e       | 4.23,7 (+1.31,5)               |
| Leopold Schädler  | reuzenslalom (m) | 67e       | 4.03,3 (+1.03,2)               |
| Leopold Schädler  | slalom (m)       | 53e       | 5.09,9 (+1.55,2) 2.24,1+2.45,8 |
| Theodor Sele      | reuzenslalom (m) | 70e       | 4.09,5 (+1.09,4)               |
| Theodor Sele      | slalom (m)       | 45e       | 4.47,8 (+1.33,1) 2.16,7+2.31,1 |

### Bobsleeën
| Olympiër                          | Discipline                    | Resultaat | Prestatie                    |
| --------------------------------- | ----------------------------- | --------- | ---------------------------- |
| Moritz Heidegger Weltin Wolfinger | 2-mansbob (m) Liechtenstein I | dnf       | opgave (details niet bekend) |

Australië · België · Bolivia · Bulgarije · Canada · Chili · Duits eenheidsteam · Finland · Frankrijk · Griekenland · Groot-Brittannië · Hongarije · IJsland · Iran · Italië · Japan · Joegoslavië · Libanon · Liechtenstein · Nederland · Noorwegen · Oostenrijk · Polen · Roemenië ·  Sovjet-Unie · Spanje · Tsjecho-Slowakije · Turkije · Verenigde Staten · Zuid-Korea · Zweden · Zwitserland